# Sminthurinus igniceps
Sminthurinus igniceps is een springstaartensoort uit de familie van de Katiannidae. De wetenschappelijke naam van de soort is voor het eerst geldig gepubliceerd in 1881 door Reuter.